# Stiphropus affinis
Stiphropus affinis är en spindelart som beskrevs av Roger de Lessert 1923. Stiphropus affinis ingår i släktet Stiphropus och familjen krabbspindlar. Inga underarter finns listade i Catalogue of Life.